# Abtwil (Argovie)
Pour les articles homonymes, voir Abtwil.
Abtwil est une commune suisse du canton d'Argovie, située dans le district de Muri.

Photo aérienne (1964).